# Marokijn

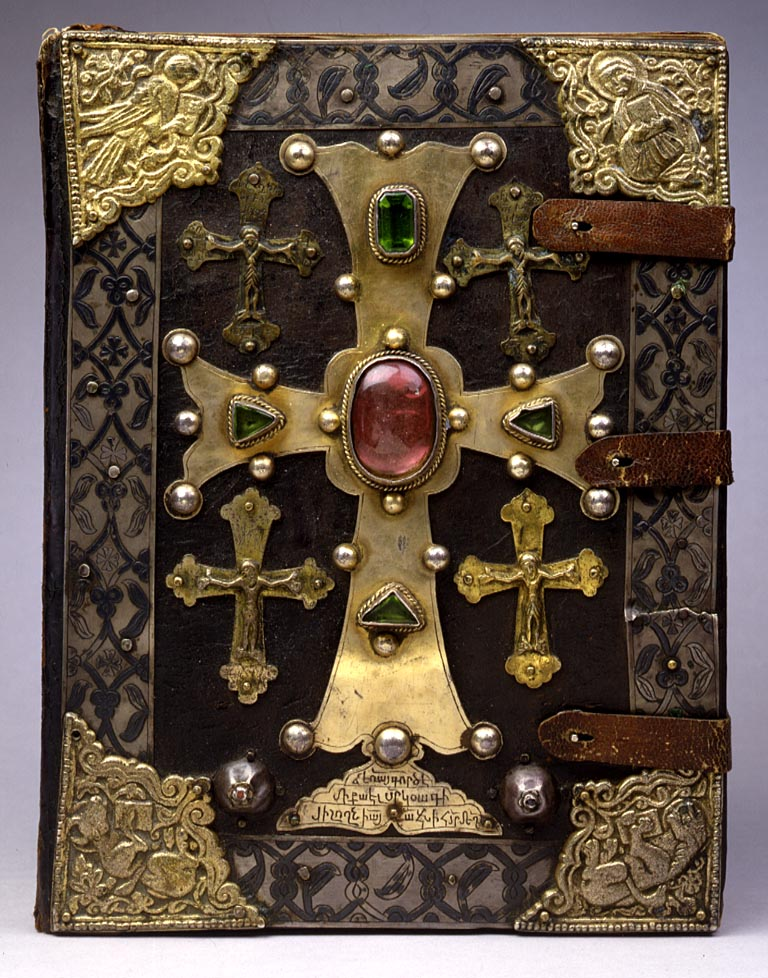
Een bijbel ooit eigendom van Toros Roslin, gebonden in Marokkaans leer

Marokijn is een fijn soort geitenleder, dat meestal met sumak is gelooid. Het wordt aan een zijde beschilderd.
De ledersoort is vooral bekend als kostbare omslag voor boekbanden. Daarnaast wordt het ook gebruikt voor fijn lederwerk zoals portefeuilles.

## Saffiaanleer
Een andere benaming voor marokijn is saffiaanleer.  Van Dale vermeldt ten onrechte dat dit zo genoemd is naar de stad Safi in Marokko. Tegenwoordig gaat men er echter van uit dat de benaming afkomstig is van het Perzische woord saxtyn voor 'geitenleer'   of saxtiyan wat 'stevig' betekent. 
Vroeger werden sigarenkokers vaak bekleed met saffiaanleer, wat hoogstwaarschijnlijk heeft geleid tot het van oorsprong Bargoense woord saffie voor 'sigaar' of 'sigaret', wat ondertussen verbasterd is tot saf.